# Registos dos Três Reinos
O Registos dos Três Reinos (Sanguozhi) é um texto histórico chinês que aborda a história do final da dinastia Han oriental (c. 184–220 DC) e o período dos Três Reinos (220–280 DC). É amplamente considerado como a fonte histórica  oficial e confiável para esse período. Escrito por Chen Shou no século III, o trabalho sintetiza as histórias dos estados rivais de Cao Wei, Shu Han e Wu Oriental no período dos Três Reinos num único texto compilado.
Os Registos dos Três Reinos são a principal fonte de influência do romance histórico do século XIV, Romance dos Três Reinos , considerado um dos quatro grandes romances da literatura clássica chinesa .

## Origem e estrutura
Os Registos do Grande Historiador, Livro de Han e Livro do Han Posterior e os Registos dos Três Reinos constituem os quatro primeiros textos históricos do cânone das Vinte e Quatro Histórias. Os Registos dos Três Reinos, também conhecido como Sanguozhi, contém 65 volumes e cerca de 360.000 caracteres chineses divididos em três livros. O Livro de Wei contém 30 volumes, o Livro de Shu contém 15 volumes, enquanto o Livro de Wu contém 20 volumes. Cada volume é organizado na forma de uma ou mais biografias.
O autor Chen Shou nasceu na atual cidade de Nanchong, Sichuan, no estado de Shu Han. Após a conquista de Shu por Wei em 263, ele se tornou um historiador oficial sob o governo da dinastia Jin e criou uma história do período dos Três Reinos. Após a conquista de Wu por Jin em 280, seu trabalho recebeu a aclamação do ministro Zhang Hua.
Antes da dinastia Jin, os estados de Cao Wei e Wu já compuseram suas próprias histórias oficiais, como o Livro de Wei de Wang Chen, o Weilüe de Yu Huan e o Livro de Wu de Wei Zhao. Chen Shou usou esses textos como base para os Registos dos Três Reinos . No entanto, como o estado de Shu carecia de documentos sobre a sua história, o Livro de Shu nos Registos foi composto pelo próprio Chen Shou com base nas suas memórias pessoais da sua infância em Shu e outras fontes primárias que ele reuniu, como os escritos de Zhuge Liang.
Os Registos dos Três Reinos usaram o ano 220 DC - que marca o fim da dinastia Han - como o ano em que o estado de Wei foi estabelecido. Os registos referem-se aos governantes de Wei como 'Imperadores' e aos de Shu e Wu como 'Senhores' ou pelos seus nomes pessoais.

## Legado
Os Registos dos Três Reinos foram a principal fonte de inspiração para o Romance dos Três Reinos do século XIV, um dos quatro grandes romances clássicos chineses. Como tal, os registos são considerados dos textos históricos e culturais mais influentes da história chinesa. Além disso, os registos fornecem um dos primeiros relatos da Coreia e do Japão. Os Registros de Chen estabeleceram o padrão segundo o qual a Coreia e o Japão também escreveriam suas histórias oficiais.

### Influência na Ásia
Os Registos de Chen são o texto final das "Quatro Histórias" (四史), que juntos influenciaram e serviram de modelo para as histórias oficiais coreanas e japonesas.
Os Registos são importantes para a pesquisa sobre a antiga Coreia ( 삼국지 Samguk ji ) e história japonesa (三国 志 Sangokushi). Fornecem, entre outras coisas, o primeiro relato detalhado das sociedades coreanas e japonesas, como Goguryeo, Yemaek e Wa, bem como o Yamatai-koku e o seu governante, a rainha Himiko . Os japoneses começaram a escrever os seus próprios registos no início do século 7 e o registo nativo mais antigo existente é o Kojiki de 712.

### Romance dos Três Reinos
O texto constitui a base sobre a qual se baseia o Romance dos Três Reinos, escrito no século XIV. Além disso, o estilo literário de Chen Shou e a representação vívida dos personagens foram uma fonte de influência para o romance.
Os Registos incluem biografias de figuras históricas como Cao Cao e Guan Yu, que figuram com destaque no Romance dos Três Reinos. Alguns personagens do Romance também eram fictícios. No entanto, a maioria dos factos históricos foram extraídos dos Registos de Chen.